# Alexander Alexandrowitsch Islamow
Alexander Alexandrowitsch Islamow (russisch Александр Александрович Исламов; * 11. Oktober 1986 in Orsk, Russische SFSR) ist ein russischer Eishockeyspieler, der zuletzt bei Juschny Ural Orsk  aus der Wysschaja Hockey-Liga unter Vertrag stand.

## Karriere
Alexander Islamow begann seine Karriere als Eishockeyspieler in seiner Heimatstadt in der Nachwuchsabteilung von Juschny Ural Orsk, für dessen Profimannschaft er von 2004 bis 2006 in der Wysschaja Liga, der zweiten russischen Spielklasse, aktiv war. Anschließend verbrachte er die Saison 2006/07 bei dessen Ligarivalen Neftjanik Leninogorsk. Zur Saison 2007/08 wechselte der Center zu Neftechimik Nischnekamsk aus der Superliga. Zwischen 2008 und 2012 war er für Neftechimik in der 2008 gegründeten Kontinentalen Hockey-Liga aktiv. Im September 2012 wechselte er innerhalb der Liga zu Metallurg Nowokusnezk.

## KHL-Statistik
(Stand: Ende der Saison 2010/11)